# ورونیکا پیوه‌تی
ورونیکا پیوه‌تی (ایتالیایی: Veronica Pivetti؛ زادهٔ ۱۹ فوریهٔ ۱۹۶۵)، بازیگر اهل ایتالیا است.
از فیلم‌ها یا مجموعه‌های تلویزیونی که وی در آن‌ها نقش داشته‌است، می‌توان به ماه عسل، مارشال روکا و سفارش‌ها اشاره نمود.